# ترک‌هک‌تیم
تُرک‌هَک‌تیم (به ترکی استانبولی: TürkHackTeam) یک گروه هکر ملی‌گرای ترکی است که در سال ٢٠٠٢ تأسیس شد. از نظر ایدئولوژیک آنها ملی گرای هستند و خود را به عنوان "ارتش سایبری ترکیه" تعریف می کنند.
آنها هدف خود را مبارزه با انواع تهدیدات سایبری علیه ترکیه عنوان می کنند. آنها در عناوین خبری بسیاری از پورتال های خبری بین‌المللی ظاهر شده اند.

## تاریخ
این گروه مسئولیت هک کردن وبسایت حزب جامعه دموکراتیک طرفدار کردها را در سال 2008 بر عهده گرفت.
ترک‌هک‌تیم در سال 2016 در بحبوحه جنگ داخلی سوریه به وب سایت های مختلف ایرانی و روسی حمله کرد. در طول افزایش تنش در مناقشه قره‌باغ کوهستانی، آنها در جنگ سایبری علیه هکرهای ارمنی شرکت کردند. در سال 2017 به دلایل نامعلومی وب سایت رسمی پلیس انگلستان را هک کردند. در مارس 2017، طی یک دوره کوتاه تنش بین هلند و ترکیه، تیم ترک‌هک‌تیم "عملیات هلند" خود را راه اندازی کرد که در آن بیش از 250 وب سایت هلندی را در کمتر از یک ماه هک و تخریب کردند.
آنها اتحاد ستاره را هم هک کردند.